# Siarhiej Kałamojec
Siarhiej Wiktarawicz Kałamojec, biał. Сяргей Віктаравіч Каламоец (ur. 11 sierpnia 1989 w Grodnie, Białoruska SRR) – białoruski lekkoatleta specjalizujący się w rzucie młotem.
Na początku międzynarodowej kariery zajął piąte miejsce w mistrzostwach świata juniorów w 2008. Rok później był jedenasty na młodzieżowych mistrzostwach Starego Kontynentu. Brązowy medalista uniwersjady (2015). Medalista zimowych mistrzostw Białorusi oraz reprezentant kraju w pucharze Europy i meczach międzypaństwowych.

## Osiągnięcia
| Rok  | Impreza                        | Miejsce        | Pozycja            | Wynik |
| ---- | ------------------------------ | -------------- | ------------------ | ----- |
| 2008 | Mistrzostwa świata juniorów    | Bydgoszcz      | 5. miejsce         | 74,22 |
| 2009 | Młodzieżowe mistrzostwa Europy | Kowno          | 11. miejsce        | 65,62 |
| 2011 | Zimowy puchar Europy w rzutach | Sofia          | 1. miejsce         | 72,94 |
| 2011 | Młodzieżowe mistrzostwa Europy | Ostrawa        | 6. miejsce         | 71,84 |
| 2011 | Uniwersjada                    | Shenzhen       | 4. miejsce         | 72,23 |
| 2012 | Zimowy puchar Europy w rzutach | Bar            | 2. miejsce w gr. A | 75,15 |
| 2013 | Uniwersjada                    | Kazań          | 6. miejsce         | 74,18 |
| 2014 | Mistrzostwa Europy             | Zurych         | el. – 18. miejsce  | 72,14 |
| 2015 | Zimowy puchar Europy w rzutach | Leiria         | 7. miejsce         | 70,71 |
| 2015 | Uniwersjada                    | Gwangju        | 3. miejsce         | 74,68 |
| 2016 | Puchar Europy w rzutach        | Arad           | 2. miejsce         | 75,17 |
| 2016 | Mistrzostwa Europy             | Amsterdam      | 6. miejsce         | 74,65 |
| 2016 | Igrzyska olimpijskie           | Rio de Janeiro | 9. miejsce         | 74,22 |
| 2017 | Mistrzostwa świata             | Londyn         | el. – 22. miejsce  | 71,90 |

## Rekordy życiowe
- Rzut młotem – 78,13 (2018)